# Alfonso Chacón
Alfonso Chacón, latinizado Alphonsus Ciacconus (Baeza, 1530-Roma, 19 de enero de 1599) fue un religioso dominico, historiador y arqueólogo castellano.

## Biografía
Hijo de Alonso Quemado y María Sánchez Chacón, pertenecientes a la nobleza de Baeza, empezó sus estudios en el convento de dominicos de su ciudad natal, los prosiguió en la universidad de Baeza y en 1553 se doctoró en Teología y Artes en el Colegio de Santo Tomás de Sevilla, del que fue rector en dos ocasiones. 
A partir de 1567 se estableció en Roma, donde fue bibliotecario de la Biblioteca Apostólica Vaticana y penitenciario de Santa María la Mayor.
Estudioso de la antigüedad, en 1578 acudió al derrumbe del terreno en la vía Salaria a consecuencia del cual salió a la luz uno de estos cementerios subterráneos, la llamada catacumba de Priscila. Entusiasmado por el hecho hizo en el lugar un examen exhaustivo con cuyo estudio confeccionó un interesante álbum en el que había copiado in situ todas las pinturas encontradas y en el que había dibujado los sarcófagos y otras esculturas.
En 1591 Inocencio IX le nombró Patriarca de Alejandría. Fallecido en 1599, fue sepultado en la basílica de Santa Sabina de Roma, aunque ya en el siglo XVIII se desconocía dónde exactamente se encontraba su tumba.

## Obras

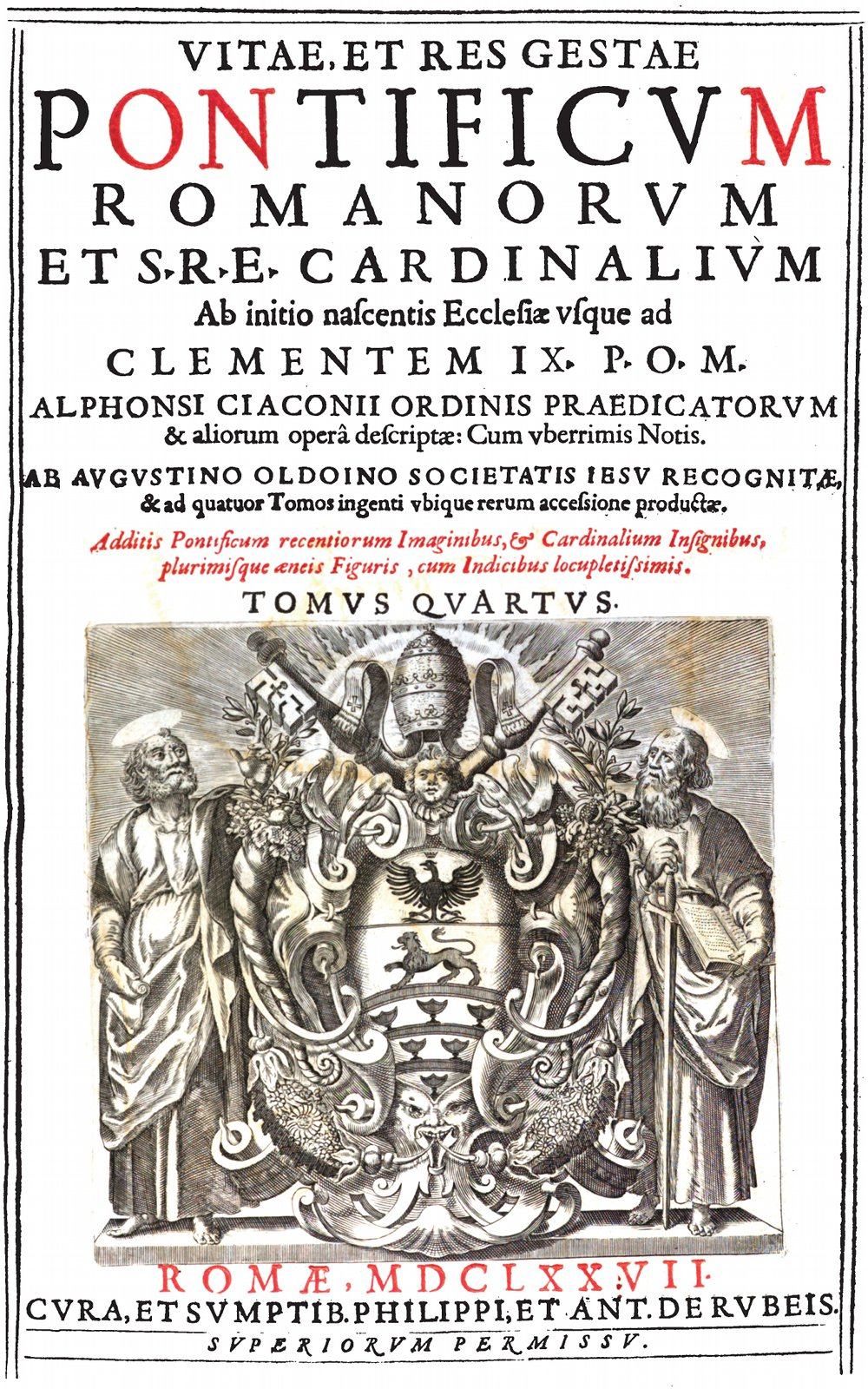
Vitae et res gestae pontificum romanorum, publicado en 1677.

Dejó escritas las siguientes obras: 
- Historia utriusque belli Dacici a Traiano Caesare gesti (Roma, 1576); su «docta descripción» de las guerras dacias fue reimpresa por Giovanni Giacomo De Rossi en 1665, con los añadidos de Giovanni Pietro Bellori, en un volumen ilustrado con las ciento cuarenta láminas que hizo abrir al aguafuerte a Pietro Santi Bartoli de los relieves de la Columna de Trajano, libro que se siguió reimprimiendo hasta comienzos del siglo XIX.[3]
- Historia de anima Trajani, precibus D. Gregorii Papae ab inferis erepta (Roma, 1576);
- Bibliotheca libros et scriptores ferme cunctos ab initio Mundi ad annum MDLXXXIII ordine alphabetico complectens (París, 1731);
- De S. Hieronymi cardenalitia dignitate quaestio (Roma, 1591);
- De signiis Sanctissimae Crucis quae diversis olim orbis regionibus, et nuper hoc anno 1591 in Gallia et Anglia diuinitis ostenta sunt, et eorum explicatione tractatus (Roma, 1591);
- De martirio ducentorum monachorum S. Petri a Cardegna (Roma, 1594);
- De ieiunis et varia eorum apud antiquos observantia (Roma, 1599);
- Elegantiarum ex Marci Tullii Ciceronis epistolis (tres tomos, Roma, 1601);
- Vitae et gestae summorum Pontificum (dos tomos, Roma, 1600-1601);
- Historica descriptio urbis Romae sub Pontificibus, et locorum 300 sacrorum quae in ea reperiuntur deq. eorum origine et rebus in iis olim gestis insignioribus, et quae in eisdem visuntur, commendatione dignissima (inédita);
- De Coemeterriis vetustis Urbis Romae intra quae SS. Martyrum et Christi confessorum cospora in primitiva ecclesia sepeliebantu, et de illorum vestigiis et ruinis nuper refertis (inédita);
- Lexicon hispanico Latinum in quo non solum origines reconditiores vocum sed rerum naturae et artis imagines exprimuntur (inédita);
- Chronicon Hispaniae ab origine illius gentis ad nostra haec usque tempora deductum (inédita);
- Itineraria varia ab Hispali Olyssiponem ab eadem in Urbem Romam, ab Urbe Roma Neapolim et Lauretanam Deiparae virginis aedem (inédita);

### Citas
1. ↑  Martigny, 1865, pp. 111-113.
2. ↑  Tormo, 1942, p. 163.
3. ↑  Haskell, Francis y Penny, Nicholas, El gusto y el arte de la antigüedad. El atractivo de la escultura clásica (1500-1900), Madrid, Alianza Editorial, 1990 ISBN 84-206-9041-4, p. 63.